# Гонтарева Валерія Олексіївна
Вале́рія Олексі́ївна Го́нтарева (нар. 20 жовтня 1964 р., Дніпропетровськ) — українська фінансистка, банкір, фахівець фондового ринку. Голова Національного банку України (2014—2018).
Увійшла до списку найвпливовіших жінок світу 2019 року за версією Financial Times.

## Біографія, освіта
У 1981 р. закінчила школу № 163 в м. Київ.
У 1987 р. закінчила Київський політехнічний інститут. У 1997 — Київський національний економічний університет, магістр економіки. Вільно володіє англійською мовою.

## Кар'єра
З 1993 по 1996 рік працювала провідною економісткою на Українській міжбанківській валютній біржі. Має 20-річний стаж роботи у фінансовій та банківській сферах. Була головою казначейства в українській філії французького Société Générale. Гонтарева займалася структуруванням угод із залучення фінансування для розвитку бізнесу Roshen Петра Порошенка у Росії.
З 2001 року працювала першою заступницею, з літа 2007 р. — в. о. голови правління ING Bank, «дочки» голландського банку ING. З грудня 2007 р. голова ради директорів групи «Інвестиційний Капітал Україна».
У червні 2008 року нагороджена медаллю та Почесною Грамотою Кабінету Міністрів за особистий внесок у розвиток фондового ринку України та високий професіоналізм.
З вересня 2013 по 17 червня 2014 року займала посаду голови спостережної ради банку «Авангард». Член РНБО з 23 червня 2014 р. по 28 березня 2018 р.
З 1 жовтня 2018 року викладає в Інституті міжнародних відносин Лондонської школи економіки.

## Голова НБУ

### Плани
19 червня 2014року призначена на посаду Голови Національного банку України за поданням Президента України Петра Порошенка; Верховна Рада підтримала її кандидатуру 349 голосами народних депутатів. Після призначення Гонтаревої Національний банк України презентував план реформи відомства, згідно з яким НБУ мав скоротити кількість працівників на чверть, а територіальні та структурні підрозділи — вдвічі, територіальні управління НБУ планувалося об'єднати у чотири макрорегіони в Києві, Львові, Одесі та Дніпропетровську.
24 квітня 2015 року під час промови на Симпозіумі «Україна: Визволення від Пост-Радянської Спадщини?» Гонтарева заявила, що співпраця з МВФ є стратегічним планом реформування в Україні. Ключовими своїми завданнями вона назвала реформування грошово-кредитної політики, зміцнення банківського сектору та посилення банківського нагляду, удосконалення законодавства та посилення контролю за його дотриманням, реформування Нацбанку.
Однією з основних цілей Програми реформування банківської системи під час своєї промови Гонтарева назвала побудову нової, ефективної банківської системи. Також вона повідомила, що з початку 2014 року 49 банків було виведено з ринку, а з початку 2015 року 15 з них було оголошено неплатоспроможними установами. Водночас вона зазначила, що платоспроможним банкам надається рефінансування і в 2015 році кредитування НБУ покрило одну третю відтоку депозитів населення. За її словами, реформування НБУ охоплює всі напрями: оптимізація схеми організаційної структури; виведення непрофільних функцій та активів, включаючи передачу активів до інших державних установ; перегляд внутрішніх процесів для переоцінки їх обґрунтованості для спрощення та покращення їх ефективності; оптимізація чисельності персоналу. Також Гонтарева повідомила, що у 2016 році НБУ зменшить витрати на своє утримання з 11 до 5 млрд гривень.
29 квітня 2015 року Валерія Гонтарева повідомила, що процес очищення банківської системи України від неплатоспроможних банків має завершитися до 30 квітня, після того обіцяла почати перезавантаження, яке передбачає зняття обмежень на ринку депозитів фізичних осіб, а потім на валютному ринку, третій етап, за її словами передбачає сталий розвиток банківської системи за всіма напрямками. Також, вона висловлювала сподівання, що через три-п'ять років вдасться досягнути рівня інфляції у 5 %.

### Результати
|                                                                                                 | Я думаю, коли напишуть сучасну історію України, Валерію Гонтареву визнають героїнею реформ |
| — Сума Чакрабарті , президент ЄБРР, https://ukrainian.voanews.com/a/prezydent-ebrr/3818742.html |                                                                                            |

25 вересня 2015 року звітуючи про результати своєї роботи Гонтарева заявила, що НБУ вдалося скоротити свій штат та на 50 %, скоротити витрати і пообіцяла, що до кінця 2015 року має залишитись не більше 5,3 тисяч працівників. Валерія Гонтарева зазначила, що коли вона очолила НБУ там було 11, 8 тис. співробітників, а до кінця 2015 року буде 5,3 тисяч. Більше 50 банків було відправлено до Фонду гарантування вкладів, вдалося виявити 7 банків, що займалися відмиванням грошей, 52 банки було визнано неплатоспроможними, золотовалютні резерви складали 13 мільярдів доларів. Серед збанкрутованих банків, зокрема були «Дельта Банк» М. Лагуна, який займав четверте місце за активами 60,3 млрд грн, що становило майже 5 % всього ринку та «Надра Банк» олігарха Дмитра Фірташа, який не зміг збільшити капітал на 5,5 млрд грн. і 1,5 мільйонів вкладників банку декілька місяців не могли отримати свої гроші, а також банк «Фінанси та Кредит» К. Жеваго.
21 березня 2016 року Валерія Гонтарева заявила, що із 66 банків, які було виведено з ринку 20 банків займалися відмиванням грошей.
Протягом головування Гонтаревої в Національному банку офіційний курс гривні щодо долара знизився від 11,85 на момент призначення до 25,55 на середину лютого 2015 року. Рішення про припинення регулювання курсу гривні відносно долара, здійснене за порадою МВФ, спричинилося до девальвації гривні та, як наслідок, різкого падіння рейтингу самої Гонтаревої, однак дозволило вберегти НБУ та й країну загалом від економічного колапсу, оскільки на той момент золотовалютні резерви становили всього лише 6,4 мільярда доларів, чого мало вистачити лише на два місяці імпорту.
Підпис В. Гонтаревої присутній на банкнотах номіналом 1, 50 та 200 гривень (2014 року); 5, 10 та 500 гривень (2015 року); 20 гривень (2016 року); на банкнотах нового дизайну номіналом 100 гривень (2014 року) та 500 гривень (2015 року); також її підпис присутній на пам'ятній банкноті номіналом 20 гривень (2016 року).
29 вересня 2016 року Валерія Гонтарева заявила, що з початку 2014 року з ринку було виведено 81 банк, зокрема 16 у 2016 році. Цей процес вона назвала перезавантаженням банківської системи.
18 грудня 2016 року український уряд ухвалив рішення про націоналізацію 100 % акцій ПриватБанку. Колишній власник «ПриватБанку» І. Коломойський звинуватив Гонтареву в тому, що НБУ під її керівництвом проводило кампанію навмисної дестабілізації банку. Голова НБУ В. Гонтарева пояснила націоналізацію «ПриватБанку» тим, що НБУ два роки тому почав перевірку банків і перевірив 60 найбільших банків України і «під час стрес-тесту було виявлено нестачу коштів у ПриватБанку», станом на 1 грудня 2016 року брак капіталу склав 148 млрд грн. і банк був віднесений до неплатоспроможних. Перед націоналізацією було проведено 30 зустрічей із представниками банку, рішення про його націоналізацію було підтримане всіма міжнародними партнерами України.
За словами керуючого директора ЄБРР (Східна Європа та Кавказ) Френсіса Маліге, Гонтарева є № 1, що здійснює зміни в Україні.
Гонтарева має хорошу репутацію серед професіоналів, оскільки український центральний банк вперше почав діяти незалежно від інтересів олігархів і політиків. Вона виконала сучасну грошову політику, подібну до політики європейського центрального банку Федеральної резервної системи США. Навпаки, попередники Гонтаревої в першу чергу хотіли зберегти стабільний курс національної валюти.
10 квітня 2017 року голова Національного банку України Валерія Гонтарева вирішила подати у відставку з 10 травня. 11 травня 2017 року, поки ще не офіційно звільнена, вона залишила банк, а її заступник Яків Смолій перебрав на себе обов'язки голови.
«Моя місія завершена. По-перше, країна перейшла до гнучкого обмінного курсу і впровадила нову грошово-кредитну політику таргетування інфляції. По-друге, банківська система була очищена від неплатоспроможних банків, а її майбутня стійкість посилилася. По-третє, Нацбанк повністю перетворений, всі процеси оновлені, і сьогодні наш центральний банк є сильною сучасною організацією», — підсумувала Валерія Гонтарева під час свого звільнення.
15 березня 2018 року Верховна Рада звільнила Валерію Гонтареву з посади голови Національного банку України (НБУ). За проект постанови № 7500 проголосувало 342 депутати, проти — один.
Центральному банку України майже за три роки під головуванням Валерії Гонтаревої в умовах війни та політичної нестабільності, глибокої економічної кризи та порожньої державної казни вдалося стабілізувати макроекономічну ситуацію, докорінно змінити «ландшафт» банківського сектору та розбудувати сучасний центральний банк.
1 жовтня 2018 року Валерія Гонтарева стала співробітником Institute of Global Affairs, який входить до складу Лондонської школи економіки. В якості співробітника Інституту Гонтарєва консультуватиме центробанки різних країн світу з теми монетарної політики. Її перше завдання полягало в допомозі владі Тунісу та їхньому Центробанку пережити економічну кризу.

### Критика та кампанія ненависті
2 квітня 2016 року Валерія Гонтарева була безпідставно звинувачена Валентином Наливайченком щодо офшорних переказів коштів на територію США, ним же було наголошено, що пакет відповідних документів було отримано Президентом Порошенком під час неформальних частин зустрічей з приводу мінських домовленостей, реформ в Україні під час саміту з ядерної безпеки. На цей час Налівайченко не оприлюднив жодного доказу своїх звинувачень.
Президент Асоціації українських банків Олександр Сугоняко заявив наприкінці лютого 2016 в інтерв'ю, що «НБУ є ініціатором економічних ризиків та біди для України». НБУ за час керівництва Гонтаревої ліквідувало 67 банків з активами майже 400 млрд грн., з яких Фонд гарантування мав виплатити 70.
На економічному форумі в Давосі 2016 року за результатами перевірки надійності банків світу, проведеної Global Competitiveness Report, банки України зайняли останнє 140 місце. Тим не менш, 2019 року НБУ вперше в своїй історії отримав нагороду Central Banking Awards від профільного журналу Central Banking у номінації «Прозорість», при чому журнал визнав це заслугою саме очільників банку — Валерії Гонтаревої та її наступника — Якова Смолія.
Відповідно до соцопитування українців Інститутом Горшеніна в лютому 2016 року, Гонтарева стала лідером антирейтингу, про свою недовіру до неї заявили 83,5 % опитаних, а довіряють їй всього лише 2,8 %.
Коли у квітні 2017 року Валерія Гонтарева подала заяву про відставку з посту голови НБУ, низка міжнародних ЗМІ, серед яких — Euronews, Reuters, Gulf News та CNBC, пояснили це рішення чиновниці тиском на неї з боку деяких законодавців та місцевих бізнесменів, а також кампанією ненависті, кульмінацією якої став резонансний випадок, коли протестувальники залишили під дверима НБУ труну з гумовою лялькою всередині, яка мала символізувати Гонтареву.
22 квітня 2019 року Генеральна прокуратура України викликала на допит колишнього голову Адміністрації Президента України Бориса Ложкіна, заступника голови Адміністрації Президента України Олексія Філатова та екс-голову Нацбанку Валерію Гонтарєву у справі про розслідування злочинів бізнесмена Сергія Курченка.
У свою чергу Гонтарєва заявила, що не має наміру йти на допит до Генеральної прокуратури України і запрошує слідчих до Лондона. «Я не збираюся йти на допит. Я живу і працюю в Лондоні. Якщо вони хочуть приїжджати мене допитувати, то хай приїдуть і допитають», — сказала вона.

## Перелік рішень Ради НБУ
Рада НБУ в своєму рішенні «Про стан виконання Основних засад грошово-кредитної політики на 2014 рік та її вплив на соціально-економічний розвиток України» № 30 від 17 грудня 2014 року вирішила: 
|  | Ситуативне прийняття рішень у здійсненні монетарної політики стало одним із факторів створення надмірного попиту на іноземну валюту на міжбанківському ринку, що значною мірою призвело до різкого знецінення гривні (зниження середньозваженого курсу гривні на міжбанківському ринку за 11 місяців склало 83,7%) і стимулювало інфляційні процеси, які проявилися у підвищенні споживчих цін. Несвоєчасні дії Національного банку України на валютному ринку, з одного боку, не дали змоги суттєво обмежити темпи девальвації, з іншого – призвели до скорочення міжнародних резервів з початку року на 51,2% або на 10,4 млрд дол. США. Станом на 1 грудня 2014 року вони становили 10,0 млрд дол. США. |

## Сім'я
- Чоловік — Гонтарев Олег Борисович (1964 р. н.) — засновник Investment Capital Ukraine
  - Сини — Антон (1988 р. н.), Микита (2000 р. н.).
    - Онуки — Девід (2012 р. н.).

## Захоплення
Захоплюється подорожами, грає у теніс, любить рок-музику. Палить цигарки, має татуювання на плечі.

## Власність
Офшорна компанія «Інвестиційний капітал Україна» (ICU). Станом на 8 березня 2015 не входила до числа власників ICU.
Згідно із декларацією за 2015 рік, на рахунку Гонтаревої в ПАТ «Державний експортно-імпортний Банк України» лежить 1,831 млн доларів, і ще 61,9 тис. гривень в «Ощадбанку».